# Amy Poehler
Amy Meredith Poehler (Newton, Massachusetts; 16 de septiembre de 1971) es una actriz, cómica, escritora, productora y directora estadounidense. 
Es conocida por su papel protagonista en la serie Parks and Recreation y por sus actuaciones en películas como Mean Girls y Baby Mama, que coprotagonizó junto a Tina Fey.
Poehler ha hecho diversas apariciones en el programa humorístico Saturday Night Live, y también fue la voz de alegría en la película de Disney-Pixar, Inside Out en el año 2015.

## Biografía

### Primeros años
Poehler nació en Massachusetts, Estados Unidos, hija de Eileen y Bill Poehler, ambos profesores, en 1993 se graduó en la Universidad de Boston. Después de graduarse, Poehler se trasladó a Chicago, donde estudió junto con su amiga y futura estrella, Tina Fey. También estudió con Del Close en ImprovOlympic, pasó a formar parte de la empresa de turismo, así como la enseñanza de las clases en iO.

### Carrera
Poehler inicialmente participó en Upright Citizens Brigade, un grupo de improvisación de teatro formado originalmente en Chicago. 

#### Saturday Night Live

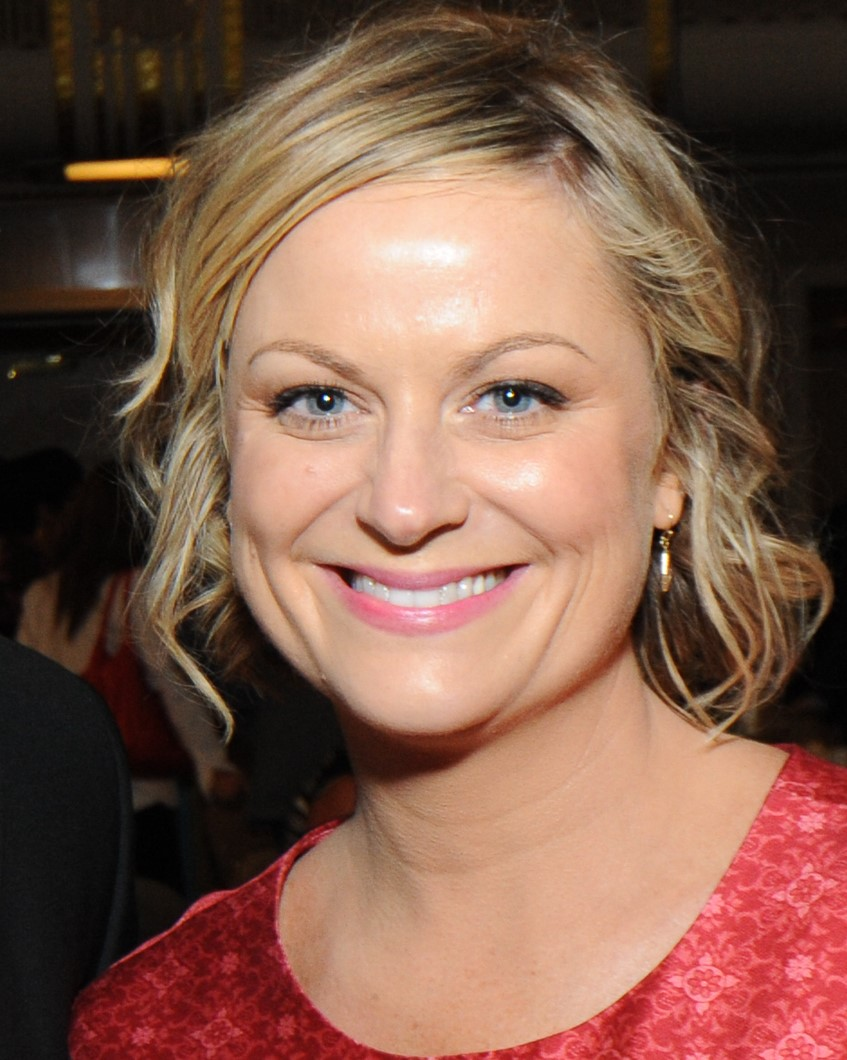
Poehler en mayo de 2013.

Poehler se unió al elenco de Saturday Night Live después de su participación con el Upright Citizens Brigade. Allí Poehler ha imitado a diversas figuras famosas, actores, actrices, y cantantes, tales como Kelly Ripa, Avril Lavigne, Sharon Osbourne, Paula Abdul, Hillary Clinton, Sharon Stone y Michael Jackson. Además de todas sus parodias se informó que Poehler se retiraría del programa por el nacimiento de su hijo. Poehler regresó a la serie el 3 de noviembre de 2008, en los capítulos "SNL Presidencial 08 Bash" como Hillary Clinton. Su regreso a SNL después del embarazo fue el 6 de diciembre de 2008, donde permaneció durante dos semanas. Durante la "Actualización de Fin de Semana", el 13 de diciembre, agradeció a su familia, amigos y fanes por el apoyo y anunció que sería su último espectáculo. El 18 de abril apareció en un especial de Saturday Night Live, Lo Mejor de Amy Poehler, al aire. Poehler regresó para actualización de fin de semana en la temporada de SNL final con Will Ferrell el 16 de mayo de 2009.

#### Carrera como actriz

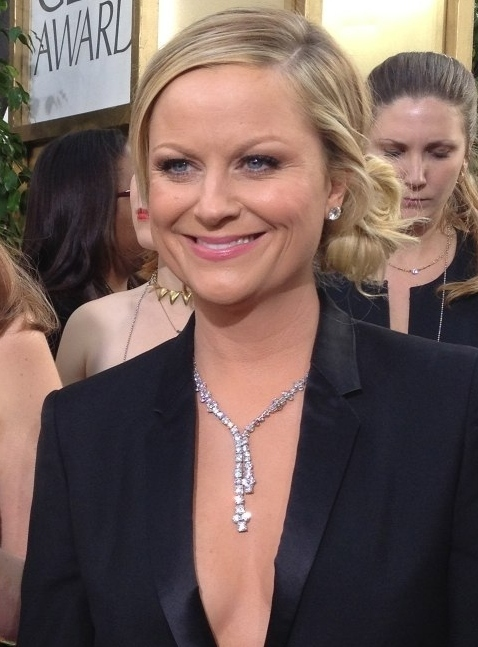
Poehler en los Premios Globo de Oro de 2012 en enero de 2013.

Poehler comenzó su carrera en 1999 al actuar en la película Deuce Bigalow: Male Gigolo, película protagonizada por Rob Schneider. Luego apareció en Wet Hot American Summer, Mean Girls, The Devil and Daniel Webster, Tenacious D in The Pick of Destiny, Southland Tales, entre otras. Ha colaborado con frecuencia con su amiga Tina Fey.

#### Otros trabajos
En 2014, publicó el libro Yes, Please, donde compartió historias personales, relatos sobre sexo, amistad, amor, maternidad y consejos de vida. En 2019, dirigió su primera película, Wine Country, la cual también protagonizó junto a Maya Rudolph, Rachel Dratch, Ana Gasteyer, Jason Schwartzman, Tina Fey y Cherry Jones. 

### Vida personal
En 2003 Poehler contrajo matrimonio con Will Arnett, actor de la serie de FOX, Arrested Development. La pareja ha aparecido en varias películas juntos, entre ellas, Monsters vs Aliens, Dr. Seuss' Horton Hears a Who!, On Broadway y Spring Breakdown, que se estrenó en junio de 2009. La pareja tiene dos hijos llamados Archie (2008) y Abel (2010). En septiembre de 2012 diversos medios informaron que Arnett y Poehler se separaron tras nueve años de matrimonio.

## Filmografía

### Cine
| Año  | Película                           | Papel                          | Notas                                        |
| ---- | ---------------------------------- | ------------------------------ | -------------------------------------------- |
| 1999 | Deuce Bigalow: Male Gigolo         | Ruth                           |                                              |
| 2001 | Wet Hot American Summer            | Susie                          |                                              |
| 2004 | The Devil and Daniel Webster       | Molly Gilchrest                |                                              |
| 2004 | Mean Girls                         | Sra. George                    |                                              |
| 2004 | Envy                               | Natalie Vanderpark             |                                              |
| 2006 | Southland Tales                    | Veronica Mung                  |                                              |
| 2006 | Tenacious D in The Pick of Destiny | Truck Stop Waitress            |                                              |
| 2007 | The Ex                             | Carol Lane                     |                                              |
| 2007 | Blades of Glory                    | Fairchild Van Waldenberg       |                                              |
| 2007 | Shrek tercero                      | Snow White                     | Voz                                          |
| 2007 | Mr. Woodcock                       | Maggie Hoffman                 |                                              |
| 2008 | Hamlet 2                           | Cricket Feldstein              |                                              |
| 2008 | Dr. Seuss' Horton Hears a Who!     | Sally O'Malley                 | Voz                                          |
| 2008 | Baby Mama                          | Angie Ostrowski                | Ganadora del premio MTV Movie Awards en 2009 |
| 2009 | Spring Breakdown                   | Gayle                          |                                              |
| 2009 | Monsters vs. Aliens                | Computer                       | Voz                                          |
| 2009 | Alvin y las ardillas 2             | Eleanor Miller                 | (Voz)                                        |
| 2010 | Hoodwinked 2: Hood vs. Evil        | Gretel                         | Voz                                          |
| 2010 | Freak Dance                        | Lillian                        |                                              |
| 2011 | Alvin y las ardillas 3             | Eleanor Miller                 | Voz                                          |
| 2011 | Fight for Your Right Revisited     | Cliente de la cafetería        | Cortometraje                                 |
| 2013 | Anchorman 2: The Legend Continues  | Entretainment Tonight reporter |                                              |
| 2013 | Are you here                       | Terry Coulter                  |                                              |
| 2013 | Free Birds                         | Jenny                          | Voz                                          |
| 2013 | A.C.O.D.                           | Sondra                         |                                              |
| 2014 | They came together                 | Molly                          |                                              |
| 2015 | Sisters                            | Maura Ellis                    |                                              |
| 2015 | Inside Out                         | Alegría                        | Voz                                          |
| 2015 | Inside Out: Mind Candy             | Alegría                        | Voz                                          |
| 2015 | Riley's First Date?                | Alegría                        | Voz                                          |
| 2015 | A very Murray Christmas            | Liz                            |                                              |
| 2017 | The House                          | Kate Johansen                  |                                              |
| 2019 | Wine Country                       | Abby                           |                                              |
| 2021 | Moxie                              | Lisa                           | Directora y actriz                           |
| 2022 | Lucy and Desi                      |                                | Dirección                                    |
| 2023 | First time female director         |                                |                                              |
| 2024 | Inside Out 2                       | Alegría                        | Voz                                          |

### Televisión
| Año       | Título                                      | Papel                       | Notas         |
| --------- | ------------------------------------------- | --------------------------- | ------------- |
| 2001–2008 | Saturday Night Live                         | Ella misma, varios papeles  | Regular       |
| 2000-2006 | Yes, Dear                                   | Amy Poehler                 |               |
| 2005      | SpongeBob SquarePants                       | vieja Lady (voz)            |               |
| 2005-2014 | The Simpsons                                | Jenda                       |               |
| 2008–2011 | Mighty B!, la súper abeja                   | Bessie Higgenbottom (voz)   | Rol principal |
| 2009–2015 | Parks and Recreation                        | Leslie Knope                | Rol principal |
| 2015      | Wet Hot American Summer:: First Day of Camp | Susie                       |               |
| 2017      | Wet Hot American Summer: Ten Years Later    | Susie                       |               |
| 2017      | Difficult People                            | Flute                       | 1 episodio    |
| 2017      | SMILF                                       | Narradora                   | Sin crédito   |
| 2020-2022 | Duncanville                                 | Annie Harris, Duncan Harris |               |
| 2022      | Chicago Party Aunt                          | Amanda                      | Voz           |
| 2024      | Dream Productions                           | Alegría                     | Voz           |

## Premios y nominaciones

### Premios Globo de Oro
| Año  | Categoría                       | Trabajo Nominado     | Resultado | Ref.   |
| ---- | ------------------------------- | -------------------- | --------- | ------ |
| 2012 | Mejor actriz - Serie de Comedia | Parks and Recreation | Nominada  | [ 10 ] |
| 2013 | Mejor actriz - Serie de Comedia | Parks and Recreation | Nominada  | [ 10 ] |
| 2014 | Mejor actriz - Serie de Comedia | Parks and Recreation | Ganadora  | [ 10 ] |

### Nickelodeon Kids' Choice Awards
| Año  | Trabajo nominado                        | Categoría                                 | Resultado | Ref.   |
| ---- | --------------------------------------- | ----------------------------------------- | --------- | ------ |
| 2025 | Su doblaje para alegría en Inside Out 2 | Voz femenina favorita en película animada | Nominada  | [ 11 ] |

### Premios Primetime Emmy
| Año  | Categoría                                                          | Trabajo Nominado     | Resultado | Ref.   |
| ---- | ------------------------------------------------------------------ | -------------------- | --------- | ------ |
| 2008 | Mejor actriz de reparto - Serie de Comedia                         | Saturday Night Live  | Nominada  | [ 12 ] |
| 2009 | Mejor actriz de reparto - Serie de Comedia                         | Saturday Night Live  | Nominada  | [ 12 ] |
| 2010 | Mejor actriz - Serie de Comedia                                    | Parks and Recreation | Nominada  | [ 12 ] |
| 2011 | Mejor serie de comedia                                             | Parks and Recreation | Nominada  | [ 12 ] |
| 2011 | Mejor actriz - Serie de Comedia                                    | Parks and Recreation | Nominada  | [ 12 ] |
| 2012 | Mejor guion - Serie de comedia                                     | Parks and Recreation | Nominada  | [ 12 ] |
| 2012 | Mejor actriz - Serie de Comedia                                    | Parks and Recreation | Nominada  | [ 12 ] |
| 2013 | Mejor guion para programa especial                                 | Globo de Oro de 2012 | Nominada  | [ 12 ] |
| 2013 | Mejor actriz - Serie de Comedia                                    | Parks and Recreation | Nominada  | [ 12 ] |
| 2014 | Mejor programa especial                                            | Globo de Oro de 2013 | Nominada  | [ 12 ] |
| 2014 | Mejor guion para programa especial                                 | Globo de Oro de 2013 | Nominada  | [ 12 ] |
| 2014 | Mejor actriz - Serie de Comedia                                    | Parks and Recreation | Nominada  | [ 12 ] |
| 2016 | Mejor actriz invitada - Serie de Comedia (compartido con Tina Fey) | Saturday Night Live  | Ganadora  |        |

### Premios del Sindicato de Actores
| Año  | Categoría                       | Trabajo Nominado     | Resultado | Ref.   |
| ---- | ------------------------------- | -------------------- | --------- | ------ |
| 2013 | Mejor actriz - Serie de Comedia | Parks and Recreation | Nominada  | [ 13 ] |
| 2015 | Mejor actriz - Serie de Comedia | Parks and Recreation | Nominada  | [ 14 ] |